# Vojtovice
Vojtovice (niem.  Woitzdorf) – wieś, część gminy Vlčice, położona w kraju ołomunieckim, w powiecie Jesionik, w Czechach.